# Dandalunda
Dandalunda, Dandaluna ou Dandalunga (do quimbundo e quicongo: Ndanda Lunda), e ainda Angoleira, Caçanje, Caiaia, Caiala, Dandá, Dandazumba, Gongombera, Iadalunda, Lamazi, Lembacalunga, Malemba, Mameto-Calunga, Mameto-Quissimbe, Mãe-Dalunda, Micaia, Mucunã, Pandá, Quianda, Quissambô, Quissimbi, Quissimbi-Quiamaza, Remacalunga ou Sereia-Mucunã, na mitologia bantu, é a inquice das águas doces, fertilidade, fecundação, ouro, amor, beleza e riqueza associada ao orixá Oxum. Quiçá seu nome derivou do rio Lunda, localizado no norte do Reino Lunda. Seus iniciados usam nomes os como: Diamazi, Longadialongo, Mazacalunga e Samba-Diamongo.
O culto à Quianda é especialmente importante aos pescadores e marinheiros, por sua relação com Iemanjá; a festa da Quianda é realizada em Luanda uma semana antes da Procissão de Nossa Senhora do Cabo, que tem forte relação sincrética. Uma mesma festa é realizada na Lagoa da Ibendoa (província de Bengo) em julho.
O nome quianda também é o epíteto específico do mosassauro Prognathodon kianda de Angola.